# Thomas Savery
Thomas Savery (Shilstone, 1650 – Londra, maggio 1715) è stato un ingegnere e inventore inglese, costruttore di macchine a vapore.
Nel 1698 Thomas Savery deposita un brevetto su una pompa per l'aspirazione dell'acqua dal fondo delle miniere, che opera con vapore. In questa idea venne direttamente ispirato dal lavoro di Edward Somerset e dalla pentola a pressione di Denis Papin. È la prima macchina a vapore effettivamente funzionante. 

Pompa a vapore di Thomas Savery

Il principio è semplice e si basa su un contenitore con due valvole. Il vapore spinge l'acqua contenuta nel serbatoio verso l'alto, quindi il vuoto istituito dalla condensazione provoca una depressione che aspira l'acqua che proviene dal basso. Si tratta di una macchina senza pistone destinata ad un unico uso: lo svuotamento delle acque dal fondo delle miniere. È probabilmente dopo aver visto questa macchina che Denis Papin nel 1707, aveva ripreso le sue idee e introdotto lo stantuffo. 
Questa macchina venne utilizzata per il pompaggio delle miniere in Cornovaglia. Anche se semplice ed assai avida di carbone, è stata la salvezza di molte miniere in rovina e ha aperto la strada a Denis Papin e, in particolare, Thomas Newcomen per una più efficiente macchina.